# فرط غليسرول الدم
فرط غليسرول الدم (بالإنجليزية: Hyperglycerolemia)‏ المعروف أيضا باسم نقص الغليسرول كيناز (GKD)، هو اضطراب جيني ينتج عنه نقص في إنزيم الغليسرول كيناز مما يؤدي إلى فرط في كمية الغليسرول في الجسم. الغليسرول كيناز هو الأنزيم المسؤول عن تركيب ثلاثي الغليسريد جلسيروفوسفوليبيد في الجسم انطلاقا من الغليسرول. حيث أن أي نقص في هذا الأنزيم يؤدي إلي تراكم الغليسرول. يمكن تشخيص وجود كميات زائدة من الغليسرول انطلاقا من قياس كمية هذا الأخير في الدم و/أو البول.
تقتصر الإصابة بفرط الغلسرول في كثير من الأحيان على الذكور فقط. يتم تصنيف اضطراب الغليسرول وفقا لمكتب الأمراض النادرة (ORD) التابع لمعاهد الصحة الوطنية الأمريكية (NIH) الأمريكية على أنه "مرض نادر"، مما يعني أنه يؤثر فقط على أقل من 200 ألف شخص من مجموع ساكنة الولايات المتحدة (وزارة الصحة والخدمات البشرية الأمريكية) ما يعادل حوالي شخص لكل 1500 أمريكي.

## مبدأ العمل
يحصل فرط الغليسرول في الدم أو نقص الغليسرول كيناز في الجسم كنتيجة لاضطراب جيني نادر مرتبط بابكروموسوم إكس ناتج عن طفرة أو حذف في الجين المسؤول عن تركيب أنزيم الغليسرول كيناز الموجودة على مستوى الكوروموسوم إكس في الموضع إكس بي 21.3 بين الأزواج القاعدية 30731461 و30653358. يلعب أنزيم الغليسرول كيناز دورا أساسيا في عملية فسفرة الغليسرول بواسطة الأدينوسين ثلاثي الفوسفات، الشئ الذي ينتج عنه كل من الغليسرول 3 فوسفات وأدينوسين ثنائي الفوسفات.
يكون هذا الاضطراب شائع أكثر عند الذكور نتبجة لتوفرهم على كروموسوم إكس واحد فقط، ونادرا عند الإناث اللواتي يتوفرن على نسختين من الكروموسوم إكس. يؤدي في العادة فرط الغليسرول الناجم عن طفرة في جين الغليسرول كيناز إلى حدوث نقص معزول في أنزيم الغليسرول كيناز الجليسرين، الشئ الذي ينتج عنه عدم قدرة الجسم على تركيب ثلاثي الغليسريد والفوسفوجليسريد انطلاقا من الغليسرول. إذا كان فرط الغليسرول ناجما عن حذف لجين الغليسرول كيناز فإنه غالبا ما يكون جزءا من متلازمة حذف الجينات المتجاورة المقرونة بالحثل العضلات الدوتشيني ونقص تنسج الغدة الكظرية الخلقي.

## التشخيص
في الظروف الاعتيادية، لا تقوم المختبرات الطبية العامة المتخصصة في اختبارات الدم بإجراء تحليل لنشاط الغليسرول والغليسرول كيناز. لتشخيص فرط الغليسرول في الدم، يكفي إجراء اختبار لكميات الغليسرول في الدم أو البول أو كلاهما معا.
هناك بشكل رئيسي ثلاثة أشكال سريرية لاضطراب نقص الغليسرول كيناز: شكل طفلي يصيب الأطفال، وشكل يصيب الأحداث، وآخر يصيب البالغين. يرتبط الشكل الطفلي بتأخر تطوري حاد، يؤدي إلى إصابة الطفل بمتلازمة حذف الجين إكس بي 21 مع نقص خلقي في تنسج الغدة الكظرية و/أو الحثل العضلي الدوشيني.
يتم تشخيص اضطراب نقص الغليسرول كيناز الطفلي عن طريق إجراء قياس مستويات الغليسرول في البلازما (التي تتميز بمستويات غليسرول محصورة بين 0.8 و1.8 ميليمول لكل لتر) ومستويات الغليسرول في البول (أكبر من 360 ميليمول في كمية البول المفرزة طوال ال24 ساعة). لتأكيد التشخيص بشكل نهائي، يجب إجراء اختبار جيني على الجين إكس بي 21. لا يعاني الأطفال المصابون بنقص الغليسرول كيناز في بعض الأحيان من أية أعراض تذكر، لكن وفي حالات أخر قد يتعرض الطفل المصاب لنوبات شديدة من نقص السكر والأحماض الاستقلابية في الدم. تختفي هذه الأعراض في غالب الأحيان بشكل طبيعي خلال فترة المراهقة.
في الغالب، لا تظهر لدى الأحداث والبالغين الذين يعانون من نقص الغليسرول كيناز أي أعراض، حيث يتم تشخيصهم عن طريق الصدفة عندما يقوم أخصائي الصحة بإجراء اختبار لمشكلة طبية أخرى لا علاقة لها بهذا المرض. شكل الأحداث هو شكل نادر يتميز بمظاهر سريرية مشابهة لتلك الأعراض التي تظهر لدى المصابين بمتلازمة راي، بما فيها نوبات القيء واحمضاد الدم بالإضافة إلى اضطرابات الوعي.

## السبب والوقاية
يحدث مرض فرط الغليسرول كنتيج لتراكم الغليسرول الزائد في مجرى الدم. في الشأن قد يكون لدى الأشخاص المصابين بحالات أكثر شدة من نقص الغليسرول كيناز حذف في جين الغليسرول كيناز الذي يكون كبيرا بما فيه الكفاية لتتم ملاحظته خلال التقييم الوراثي الخلوي الروتيني. تم في إحدى الدراسات التي أجريت على جده وحفيده التوصل إلى حقيقة كون نقص الغليسرول كييناز هو مرض وراثي متنحي مرتبط بالكروموسوم إكس. بل وتم دائما خلال نفس الدراسة اكتشاف وجود نسب عالية من الإصابة بداء السكري في هذه العائلة. على اعتبار أن هذا المرض هو ناجم عن طفرة أو حذف في الشفرة الوراثية للفرد، فإنه ولحدود الساعة لا توجد أي سبل وقاية معروفة منه.

## العلاج
يمكن علاج اضطراب فرط غليسرول الدم عند البالغين باستعمال بعض العقارات، على غرار الفايبرات والستاتينات التي تعمل على خفض مستويات الغليسرول في الدم. الفايبرات هي إحدى فئات العقاقير التي تعرف باسم الأحماض الكربوكسيلية
الأمفيباثيكية، والتي تستخدم في العادة بالاشتراك مع الستاتينات لعلاج عدد من الاضطرابات الأيضية. تعمل الفايبرات بشكل رئيسي عن طريق خفض مستويات ثلاثي الغليسريد في الدم. عند الجمع بينها وبين الستاتينات، فإن هذا المزيج يخفض الكولسترول الضار، ويخفض معه نسبة ثلاثي الغليسريد في الدم ويرفع مستويات الكوليسترول الحميد. إذا تم العثور على فرط غليسرول الدم عند طفل صغير بدون تاريخ عائلي لهذه الحالة، فقد يكون من الصعب جدا معرفة ما إذا كان الطفل يعاني حقا من أعراض مرضية أو من شكل حميد من هذا الاضطراب.
تشمل أساليب العلاج الشائعة الأخرى: اتباع نظام غذائي منخفض الدهون، ومنخفض الجلوكوز الرابع إذا لزم الأمر، بالإضافة إلى إجراء مراقبة دورية لمرض السكري ومقاومة الأنسولين، والقيام تقييم للحثل العضلي الدوتشيني وقصور الغدة الكظرية والتأخر التنموي. في المقابل، وبالرغم من كل ذلك لا يشير مركز معلومات الأمراض الوراثية والنادرة (GARD) إلى أي علاج حالي لهذا الاضطراب.

## أبحاث جارية
وفقا لموقع التجارب السريرية، فإنه لا توجد حاليا أية دراسات جارية تأخد فرط غليسرول الدم كموضوع لها. في المقابل تظهر بعض الأبحاث الحديثة أن المرضى الذين يعانون من ارتفاع في تراكيز ثلاثي الغليسريد في الدم يكون لديهم بشكل مستمر احتمال أكبر للإصابة بأمراض القلب التاجية. اختبار كمية الغليسرول في الدم هو في العادة أمر غير مطلوب. لذلك وفي كثير من الأحيان يتم تشخيص الإصابة عن طريق الصدفة.
يمكن لبعض المختبرات اختبار التراكيز العالية للغليسرول، ويمكن للبعض الآخر مقارنة نتائج فحص ثلاثي الغليسريد مع فحص الغليسرول باستعمال الطريقة الروتينية. كلتا الحالتين تظهران كيف أن لجسم الإنسان مظاهر موحدة لاضطرابات مختلفة، بحيث يمكن أن يظهر أعراض حالة طبية معينة في الوقت الذي تكون فيه حالة طبية أخرى هي السبب.